# Club Atlético River Plate 1981
Questa voce raccoglie le informazioni riguardanti il Club Atlético River Plate nelle competizioni ufficiali della stagione 1981.

## Stagione
La nutrita rosa a disposizione di Di Stéfano si rende protagonista di un buon Metropolitano, chiuso al terzo posto; si aggiudica poi il Nacional superando il gruppo iniziale e battendo in sequenza Rosario Central, Independiente e, all'atto finale, il Ferro Carril Oeste con un doppio 1-0.

## Maglie e sponsor
| Casa | Trasferta |

## Rosa
| N. |                      | Ruolo | Calciatore           |
| -- | -------------------- | ----- | -------------------- |
|    | Argentina (bandiera) | P     | Agustín Cejas        |
|    | Argentina (bandiera) | P     | Jorge Ferrero        |
|    | Argentina (bandiera) | P     | Ubaldo Fillol        |
|    | Argentina (bandiera) | P     | Alberto Montes       |
|    | Argentina (bandiera) | D     | Eduardo Abrahamian   |
|    | Argentina (bandiera) | D     | Rubén Coccimano      |
|    | Argentina (bandiera) | D     | Pablo Comelles       |
|    | Uruguay (bandiera)   | D     | Víctor de los Santos |
|    | Argentina (bandiera) | D     | Claudio Giúdice      |
|    | Argentina (bandiera) | D     | Jorge Gordillo       |
|    | Argentina (bandiera) | D     | Daniel Lonardi       |
|    | Argentina (bandiera) | D     | Daniel Passarella    |
|    | Argentina (bandiera) | D     | José Luis Pavoni     |
|    | Argentina (bandiera) | D     | Carlos Russo         |
|    | Argentina (bandiera) | D     | Eduardo Saporiti     |
|    | Argentina (bandiera) | D     | Eduardo Savarese     |
|    | Argentina (bandiera) | D     | Alberto Tarantini    |
|    | Argentina (bandiera) | D     | Pedro Vega           |
|    | Argentina (bandiera) | C     | Omar Alegre          |

| N. |                      | Ruolo | Calciatore            |
| -- | -------------------- | ----- | --------------------- |
|    | Argentina (bandiera) | C     | Emilio Commisso       |
|    | Spagna (bandiera)    | C     | Juan Carlos Heredia   |
|    | Argentina (bandiera) | C     | Hugo Iervasi          |
|    | Argentina (bandiera) | C     | Horacio Palmieri      |
|    | Argentina (bandiera) | C     | Omar Labruna          |
|    | Argentina (bandiera) | C     | Héctor Osvaldo López  |
|    | Argentina (bandiera) | C     | Juan José López       |
|    | Argentina (bandiera) | C     | Reinaldo Merlo        |
|    | Argentina (bandiera) | A     | Norberto Alonso       |
|    | Argentina (bandiera) | A     | Norberto Callipo      |
|    | Argentina (bandiera) | A     | Daniel Constantino    |
|    | Argentina (bandiera) | A     | Ramón Díaz            |
|    | Argentina (bandiera) | A     | Roberto Gordón        |
|    | Argentina (bandiera) | A     | Pedro Alexis González |
|    | Argentina (bandiera) | A     | Mario Kempes          |
|    | Argentina (bandiera) | A     | René Houseman         |
|    | Argentina (bandiera) | A     | Oscar Ortiz           |
|    | Argentina (bandiera) | A     | Carlos Daniel Tapia   |
|    | Argentina (bandiera) | A     | José Vieta            |

## Statistiche

### Statistiche di squadra
| Competizione               | Punti | Totale | Totale | Totale | Totale | Totale | Totale | DR  |
| Competizione               | Punti | G      | V      | N      | P      | Gf     | Gs     | DR  |
| -------------------------- | ----- | ------ | ------ | ------ | ------ | ------ | ------ | --- |
| Campionato - Metropolitano | 39    | 34     | 14     | 11     | 9      | 62     | 50     | +12 |
| Campionato - Nacional      | 19    | 14     | 7      | 5      | 2      | 26     | 12     | +14 |
| Totale                     | -     |        |        |        |        |        |        | -   |